# Stelis sororcula
Stelis sororcula är en orkidéart som beskrevs av Carlyle August Luer och Alexander Charles Hirtz. Stelis sororcula ingår i släktet Stelis och familjen orkidéer. Inga underarter finns listade i Catalogue of Life.